# Bénesville
Bénesville és un municipi francès situat al departament del Sena Marítim i a la regió de Normandia. L'any 2007 tenia 157 habitants.

## Demografia

### Població
El 2007 la població de fet de Bénesville era de 157 persones. Hi havia 60 famílies de les quals 15 eren unipersonals (11 homes vivint sols i 4 dones vivint soles), 19 parelles sense fills, 19 parelles amb fills i 7 famílies monoparentals amb fills.
La població ha evolucionat segons el següent gràfic:
Habitants censats

### Habitatges
El 2007 hi havia 82 habitatges, 60 eren l'habitatge principal de la família, 17 eren segones residències i 5 estaven desocupats. Tots els 77 habitatges eren cases. Dels 60 habitatges principals, 52 estaven ocupats pels seus propietaris, 7 estaven llogats i ocupats pels llogaters i 1 estava cedit a títol gratuït; 3 tenien dues cambres, 6 en tenien tres, 11 en tenien quatre i 40 en tenien cinc o més. 55 habitatges disposaven pel capbaix d'una plaça de pàrquing. A 25 habitatges hi havia un automòbil i a 32 n'hi havia dos o més.

### Piràmide de població
La piràmide de població per edats i sexe el 2009 era:
| Homes | Edats   | Dones |
| ----- | ------- | ----- |
| 0     | 95 o +  | 0     |
| 0     | 90 a 94 | 0     |
| 4     | 85 a 89 | 0     |
| 0     | 80 a 84 | 0     |
| 0     | 75 a 79 | 4     |
| 8     | 70 a 74 | 0     |
| 0     | 65 a 69 | 8     |
| 8     | 60 a 64 | 0     |
| 0     | 55 a 59 | 4     |
| 0     | 50 a 54 | 0     |
| 0     | 45 a 49 | 8     |
| 8     | 40 a 44 | 8     |
| 8     | 35 a 39 | 0     |
| 4     | 30 a 34 | 16    |
| 4     | 25 a 29 | 4     |
| 0     | 20 a 24 | 0     |
| 8     | 15 a 19 | 4     |
| 12    | 10 a 14 | 20    |
| 0     | 5 a 9   | 12    |
| 8     | 0 a 4   | 0     |

## Economia
El 2007 la població en edat de treballar era de 104 persones, 83 eren actives i 21 eren inactives. De les 83 persones actives 77 estaven ocupades (47 homes i 30 dones) i 6 estaven aturades (1 home i 5 dones). De les 21 persones inactives 4 estaven jubilades, 8 estaven estudiant i 9 estaven classificades com a «altres inactius».

### Ingressos
El 2009 a Bénesville hi havia 66 unitats fiscals que integraven 181 persones, la mediana anual d'ingressos fiscals per persona era de 17.942 €.

### Activitats econòmiques
Dels 7 establiments que hi havia el 2007, 3 eren d'empreses de construcció, 1 d'una empresa de comerç i reparació d'automòbils, 1 d'una empresa d'informació i comunicació, 1 d'una empresa de serveis i 1 d'una empresa classificada com a «altres activitats de serveis».
Dels 4 establiments de servei als particulars que hi havia el 2009, 1 era un paleta, 1 guixaire pintor, 1 electricista i 1 perruqueria.
L'únic establiment comercial que hi havia el 2009 era una botiga de menys de 120 m².
L'any 2000 a Bénesville hi havia 12 explotacions agrícoles que ocupaven un total de 69 hectàrees.

## Poblacions més properes
El següent diagrama mostra les poblacions més properes.